# Meiss (Adelsgeschlecht)

Wappen derer von Meiß

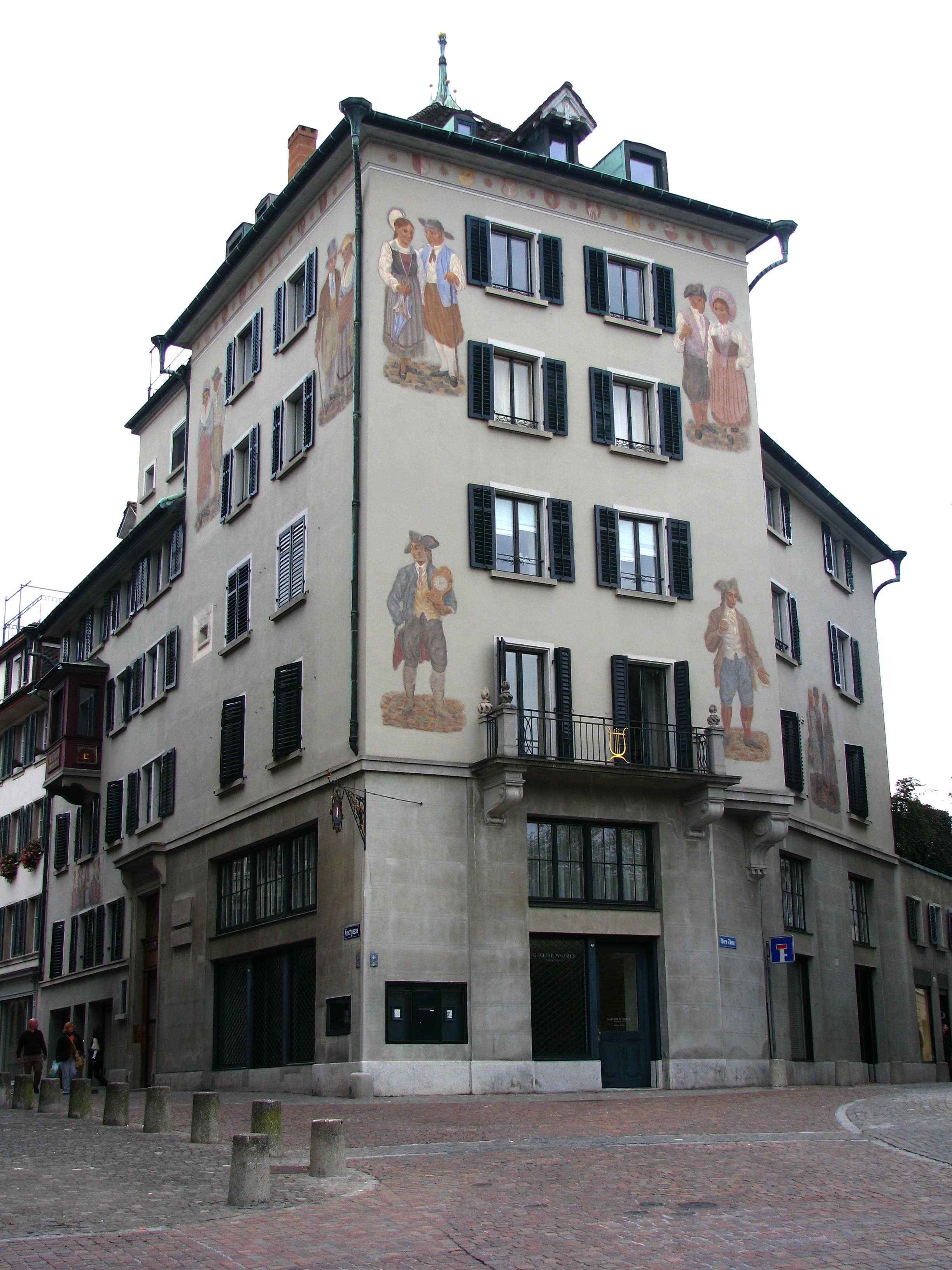
Zürich, Kreuzung Hirschengraben, Kirchgasse und Obere Zäune: Das «Steinhaus», Wohnturm der Ritterfamilien Manesse (13. Jh.) und von Meiss (1401–1799).

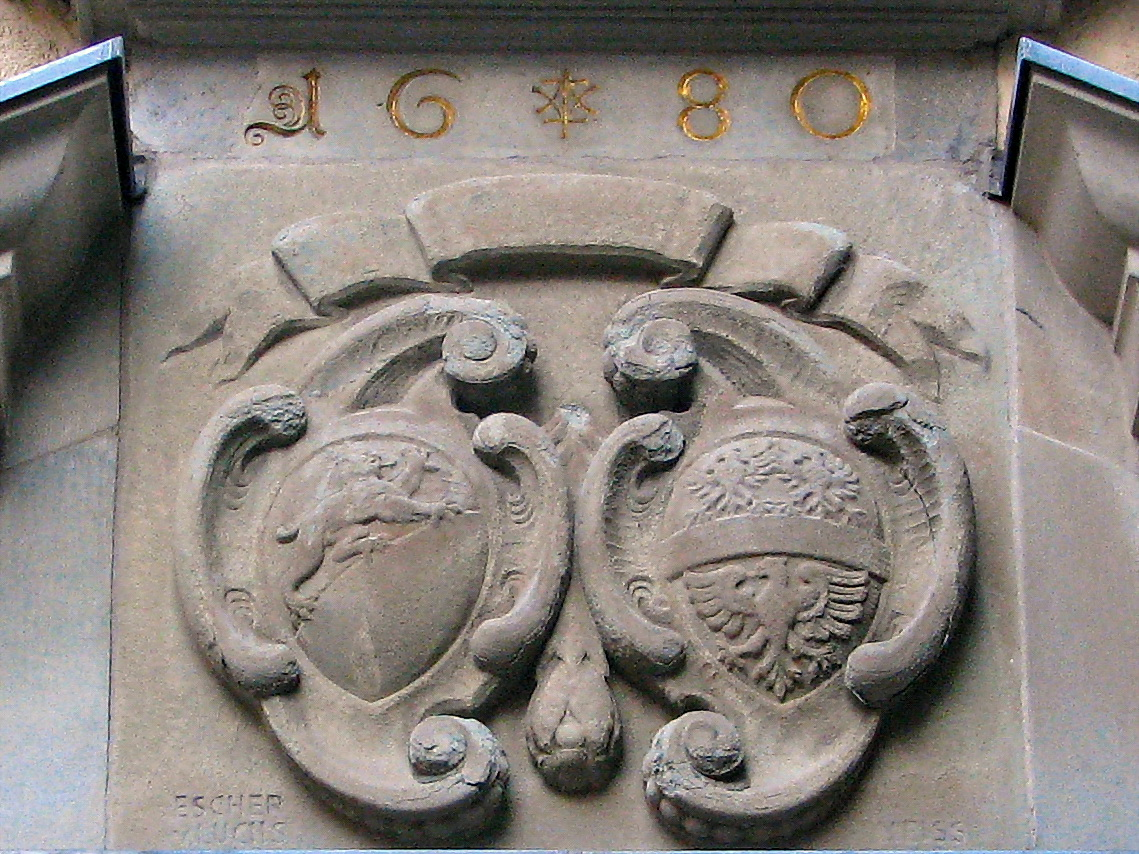
Wappen der Escher vom Luchs und von Meiss am Brunnenturm in Zürich

Meiss (auch Meiß) ist der Name eines alten schweizerischen Patrizier- beziehungsweise Adelsgeschlechts. Es zählt zu den ältesten Geschlechtern in der einstigen freien Reichsstadt Zürich.

## Geschichte
Erstmals urkundlich erwähnt wird das Geschlecht im Jahre 1225 mit Waltherus Meisa, der im Kleinen Rat Zürichs einsass. Seine Nachkommen gehörten vom 13. bis ins 18. Jahrhundert zwölfmal für die Konstaffel dem Kleinen Rat und 1515–1798 26-mal dem Grossen Rat an waren spätestens ab 1543 Mitglied der exklusiven Gesellschaften der «Schildner zum Schneggen» und der «Adeligen Stube zum Rüden».
Die Meiss waren ein junkerliches Geschlecht, das erst im 19. Jahrhundert das Prädikat von dem Namen voranstellte. Im Jahre 1675 wurde ihnen ausdrücklich bestätigt, dass ihr Geschlecht zum ältesten Patriziat der Stadt gehöre und seit mehreren Jahrhunderten im Heiligen Römischen Reich wie in Zürich als von wahrem Adel angesehen werde. Zahlreiche Mitglieder der Familie haben sich im Dienste der Stadt Zürich ausgezeichnet, so dass ihr Geschlecht zu dem am häufigsten vertretenen im Stadtregiment gehörte. Das bedeutendste Ratsmitglied war der spätere Bürgermeister Heinrich Meiss (Amtszeit von 1393 bis 1427).
Einige seiner Nachkommen wurden Zürcher Landvögte, die am Ende des 16. Jahrhunderts auch ausgedehnten Landbesitz in der Umgebung von Zürich erwarben. 1600 gelangte die Herrschaft Teufen (bis 1836), 1606 Wetzikon (bis 1755) und 1634 Wülflingen (bis 1734) in Familienbesitz. Sie verwalteten ihre Güter ähnlich dem Landadel, verloren aber nie den Kontakt zu ihrer Heimatstadt.
Das bis zum 17. Jahrhundert sehr verbreitete Geschlecht besteht in Zweiglinien bis heute.

## Wappen
Das Stammwappen (ältestes Siegel von 1366) zeigt in Gold einen roten Balken, begleitet von drei (2:1) schwarzen Adlern. Auf dem bekrönten Helm ein Flügel mit dem Schildbild. Die Helmdecken sind schwarz-golden.

## Namensträger
- Gottfried von Meiss (* 1909; † 2000), Schweizer Flieger- und Geheimdienstoffizier
- Hans von Meiss-Teuffen (* 1911; † 1984), Schweizer Abenteurer, Einhandsegler und Autor